# 살인캠프
"살인캠프"는 2015년에 개봉한 대한민국의 영화이다.

## 캐스팅
- 백도빈 : 명훈 역
- 정시아 : 영은 역
- 곽도원 : 버스 기사 역
- 김성오 : 교관 역
- 승창진 : 조교 역
- 류동훈 : 조교 역
- 전재홍 : 조교 역
- 문건 : 조교 역
- 정다원 : 짬장 역
- 홍주용 : 부사수 역
- 엄태구 : 동우 역
- 이승민 : 재호 역
- 박성용 : 민우 역
- 유일한 : 재우 역
- 민지희 : 은수 역
- 조수정 : 미영 역
- 효우 : 바다 역
- 소혜영 : 주은 역
- 이범학 : 의사 역
- 박용기 : 교관 역